# Đội điều tra đặc biệt
Đội điều tra đặc biệt, tên gốc D.I.E. hay Death Investigation Extension (tiếng Trung: 古靈精探) là một bộ phim hài-hành động hiện đại do TVB sản xuất được ra mắt lần đầu vào tháng ba năm 2008. Sau đó TVB cho ra mắt phần hai, D.I.E. Again (古靈精探B) vào tháng tám năm 2008.

## Nội dung
Phim nói về D.I.E (Death Investigation Extension), một đội cảnh sát gồm những cảnh sát bị cấp trên chê bai, phàn nàn sẽ bị điều đến đây để điều tra những vụ án treo. Phim tập trung chủ yếu về Vu Tử Lãng và Hình Tinh Tinh, hai nhân viên cảnh sát vốn xảy ra nhiều mâu thuẫn do tính tình trái ngược giờ phải làm chung trong một sở cảnh sát, thế nhưng về sau đã nảy sinh tình cảm với nhau.. Tinh Tinh thấy khó xử vô cùng khi phải giải quyết mối quan hệ tay ba giữa cô, bạn trai Thành Gia Tuyền (thanh tra cao cấp của Tổ Trọng Án) và Tử Lãng. Đột nhiên Tử Lãng lại xa lánh Tinh Tinh sau một thời gian yêu nhau. Về sau cô mới biết Tử Lãng bị một ma nữ tên Tiểu Nghi bám theo và không cho cô gái nào lại gần Tử Lãng. Vì sao cô ma nữ này lại bám theo Tử Lãng? Cô có mục đích gì? Và liệu Tử Lãng có thể thoát khỏi cô ta? 

## Nhân vật

### Nhân vật chính
- Vu Tử Lãng (Sếp Vu): thanh tra có cảm ứng thông linh và trí nhớ cực tốt sau lần bị sét đánh trúng trong khi bắt cướp nên liên tục phá được nhiều vụ án, Tử Lãng sống với chị mình là Vu Tử Tịnh. Trong vụ án cái chết của Trần Cường mà anh đã gặp lại cha mình, Vu Đại Hải, người mà anh rất căm hận vì đã bỏ rơi gia đình 15 năm trước.
- Hình Tinh Tinh (Madam Hình): madam có tướng mạo xinh đẹp nhưng tính tình nóng nảy, cô luôn quan niệm "thà giết lầm còn hơn bỏ sót" nên thường xảy ra mâu thuẫn với Tử Lãng. Vì thế, quan hệ giữa hai người càng ngày càng tệ. Thế nhưng, cùng sát cánh bên nhau điều tra hàng loạt vụ án hóc búa, Tử Lãng và Tinh Tinh dần nảy sinh tình cảm. Tới phần hai, họ kết hôn với nhau.
- Thành Gia Tuyền (Hugo): thanh tra cao cấp của tổ trọng án và là bạn trai của Tinh Tinh, sau cả hai chia tay vì anh phải lòng cô phóng viên Trác Kỳ. Ở phần hai, Gia Tuyền qua tập huấn ở Anh.
- Trương Chính Nghĩa (Anh Tiểu Nhị): đồng nghiệp thân của madam Hình, tính tình thật thà nhưng rất dũng cảm. Thần tượng của anh là Lý Tiểu Long nên Chính Nghĩa rất say mê luyện võ. Chính Nghĩa là thành viên duy nhất trong D.I.E xin được chuyển công tác qua D.I.E thay vì bị cấp trên chuyển đi.
- Tạ Tiểu Phụng (Chị Tiểu Phụng): anh bị điều đến D.I.E do bị cấp trên phàn nàn về chứng sợ máu (thấy máu hay bất cứ chất lỏng màu đỏ gì là xỉu ngay tại chỗ).
- Bành Mỹ Vân (Chị Mỹ Nhân): nữ cảnh sát hay bị cấp trên phàn nàn là "muốn lấy chồng nên xí xa xí xọn" nên bị điều đến D.I.E. Cô và Pierre về sau trở thành vợ chồng.
- Văn Long (Pierre): bác sĩ pháp y, bạn thân của Tử Lãng. Pierre hay nói tiếng Pháp và giỏi thôi miên. Về sau thành chồng của Mỹ Nhân.
- Vạn Hoa: nữ nhân viên bên tổ giám định. Sau cô qua Mỹ công tác.
- Phí Cát Tôn (sếp Phí): trưởng phòng đầu tiên của D.I.E, ông rất hay mời mọi người ăn bánh kem do tự tay ông làm. Sau khi nghỉ hưu, ông qua Scotland mở một tiệm bánh.
- La Hữu Hằng (sếp La): ông thế sếp Phí làm sếp của D.I.E ở phần hai, sau khi sếp Phí về hưu. Rất quý cậu con trai của Tử Lãng và Tinh Tinh.
- Lục An Đồng (Icy): nữ đồng nghiệp mới ở tổ giám định, thay thế vị trí Vạn Hoa ở phần hai. Bề ngoài hơi lạnh lùng.

## Kết thúc khác (phần 1)
Ban đầu, Vu Tử Lãng chết do tai nạn giao thông (Tử Lãng bị xe hơi của Tề Hoan Sướng, nhân vật do Âu Dương Chấn Hoa thủ vai với tư cách khách mời, đụng chết). Thế nhưng, khán giả quyết định bỏ phiếu cho một cái kết có hậu. Vì thế, TVB quyết định làm một kết thúc khác do phần một và để mở đầu cho phần hai với phong cách hài hước:
Tiểu Nghi đưa các thành viên của D.I.E dịch chuyển thời gian đến trước thời điểm xảy ra tai nạn, nhưng mọi cách đều không ăn thua. Vào phút giây cuối cùng, Tề Hoan Sướng dừng xe và nói với D.I.E rằng anh ta xúc động trước tấm lòng của cả đội nhằm cứu Tử Lãng và yêu cầu họ bắt giữ anh ta (thế nhưng nó không hề đề cập vì sao Tề Hoan Sướng biết về cốt truyện).
Sau đó tới cảnh Tử Lãng và Tinh Tinh ở trong bệnh viện, Tử Lãng thì đang bồng đứa con trai vừa sinh của mình và thắc mắc tại sao đứa bé nặng 14 pounds (~6.3 kg) và đầu có đầy tóc. Tiểu Nghi xuất hiện giải thích rằng lời nguyền "một mạng đổi một mạng" của họ đã được giải quyết vì đã tạo ra một sinh mạng mới và cô đã cho thằng bé ăn một bát cơm khi nó mới ra đời.
Đáng chú ý là cả kết thúc cũ lẫn mới đều không đề cập tới số phận nhân vật Anh Miệng Rộng, người xuất hiện lần đầu trong phim với tư cách là sếp sòng trong Hội Tam Hoàng và kết cuộc trở thành một tên trộm vặt (mặc dù dàn diễn viên cho phần 2, D.I.E Again sẽ có ông ta, dù không hề được đề cập tới phần đầu của series).

## Diễn viên
- Quách Tấn An - Vu Tử Lãng
- Quách Thiện Ni - Hình Tinh Tinh
- Mã Quốc Minh - Thành Gia Tuyền (Hugo)
- Quách Chính Hồng - Trương Chính Nghĩa
- Tiển Hạo Anh - Tạ Tiểu Phụng (Chị Tiểu Phụng)
- La Mẫn Trang - Bành Mỹ Vân (Mỹ Nhân)
- Huỳnh Trường Hưng - Văn Long (Pierre)
- Tiêu Huy Dũng - Mã Hoa Lương (Eric)
- Giản Mộ Hoa - Vạn Hoa
- Thẩm Trác Doanh - Lục An Đồng (Icy)
- Trần Mỹ Thi – La Bá Chi (Pat)
- La Trọng Khiêm – Chiêm Thụ Bang
- Cao Hạo Chính – Cao Tài Sanh
- Chu Uyển Nghi – Janet
- Trịnh Thế Hào – Jackson
- Tăng Hoa Thiên - Vu Tử Tịnh
- Lương Gia Nhân - Vu Đại Hải
- Lưu Ngọc Thúy - Giản Trí Mỹ (Sady)
- Tần Hoàng - Hình Nam
- Hồ Định Hân - Hình Bội Bội (Momoko)
- Hàn Mã Lợi - Giản Tịnh Di
- Lý Phong – Ngô Thục Đức
- Tuyết Ni – Trương Mộc Lan
- Nguyễn Tiểu Nghi - Ngô Tiểu Nghi/Tô Bích
- Vương Tổ Lam - Viên Vỹ Bình (Theo)
- Quách Phong - La Hữu Hằng
- Vương Thanh - Anh Miệng Rộng
- Chu Tuệ Mẫn - Trác Kỳ (Jacqueline)
- Lý An Kỳ - Thành Mẫn Lợi (Mini)
- Hồ Phong - Nguyễn Văn Tường
- Lý Thiên Tường - Chân Hướng Vinh (Fred)/Chân Hướng Hoa (Sean)
- Trần Mạn Na - Tô Thi Nhã
- Dư Tử Minh - Chân Quốc Phú
- Huỳnh Trạch Phong - Chân Hướng Quang (Roy)
- Lý Thể Ninh - Ngô Thể Ni (Franbow)
- Vương Duy Đức - Trần Kim Thắng (Sam)
- Trương Tùng Chi - Triệu Bỉnh Khôn (Brian)
- Tiêu Chính Nam – Cam Chí Phong (Joe)
- Âu Dương Chấn Hoa - Tề Hoan Sướng (khách mời đặc biệt; tập 25)

## Người xem
|   | Tuần                            | Tập     | Điểm Trung bình | Điểm đạt đỉnh | Tài liệu tham khảo |
| - | ------------------------------- | ------- | --------------- | ------------- | ------------------ |
| 1 | 17–21 tháng 3 năm 2008          | 1 — 5   | 32              | 34            | [ 3 ]              |
| 2 | 24–28 tháng 3 năm 2008          | 6 — 10  | 34              | 37            | [ 4 ]              |
| 3 | 31 tháng 3 - 4 tháng 4 năm 2008 | 11 — 15 | 33              | 36            | [ 5 ]              |
| 4 | 7–11 tháng 4 năm 2008           | 16 — 20 | 34              | 38            | [ 6 ]              |
| 5 | 14–18 tháng 4 năm 2008          | 21 — 25 | 37              | 44            | [ 7 ]              |

## Giải thưởng và đề cử
TVB Anniversary Awards (2008) lần thứ 41
- "Phim xuất sắc"
- "Diễn viên chính xuất sắc nhất" (Quách Tấn An - Vu Tử Lãng)
- "Nữ diễn viên chính xuất sắc nhất" (Quách Thiện Ni - Hình Tinh Tinh)
- "Nhân vật nam được yêu thích nhất" (Quách Tấn An - Vu Tử Lãng)
- "Nam nhân vật được yêu thích nhất" (Quách Chính Hồng - Trương Chính Nghĩa)
- "Nhân vật nữ được yêu thích nhất" (Nguyễn Tiểu Nghi - Ngô Tiểu Nghi)

## Liên kết ngiài
- TVB.com Lưu trữ ngày 2 tháng 7 năm 2008 tại Wayback Machine D.I.E. - Official Website (tiếng Trung)
- K for TVB.net D.I.E. - Episodic Synopsis and Screen Captures (tiếng Anh)